# Paspalum imbricatum
Paspalum imbricatum är en gräsart som beskrevs av Tarciso S. Filgueiras. Paspalum imbricatum ingår i släktet tvillinghirser, och familjen gräs. Inga underarter finns listade i Catalogue of Life.